# Mont-sous-Vaudrey
Mont-sous-Vaudrey is een gemeente in het Franse departement Jura (regio Bourgogne-Franche-Comté). De plaats maakt deel uit van het arrondissement Dole. Mont-sous-Vaudrey telde op 1 januari 2022 1.302 inwoners. 

## Geografie
De oppervlakte van Mont-sous-Vaudrey bedroeg op 1 januari 2022 14,86 vierkante kilometer; de bevolkingsdichtheid was toen 87,6 inwoners per km².

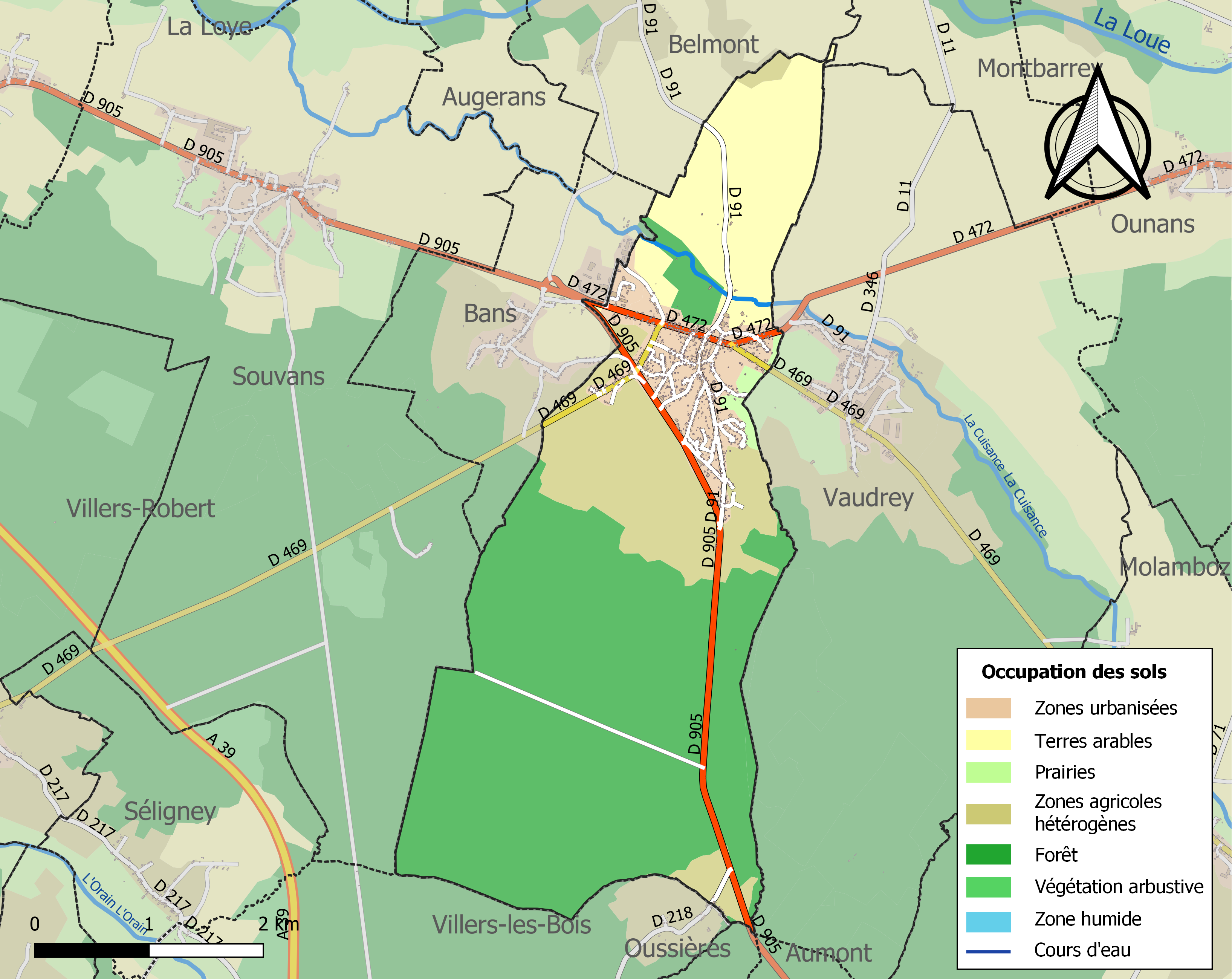
Kaart van de gemeente met de belangrijkste infrastructuur, bodemgebruik en omliggende gemeenten

## Demografie
Onderstaande figuur toont het verloop van het inwonertal (bron: INSEE-tellingen).